# Jan Nepomuk Soukop
Jan Nepomuk Soukop (10. května 1826 Třebíč-Jejkov – 26. března 1892 Doubravice nad Svitavou) byl moravský kněz, básník, folklorista, speleolog, skladatel textů duchovní hudby, národní buditel.

## Život
Narodil se 10. května 1826 v Jejkově, v rodině Josefa Soukopa a Josefy roz. Pleskačové.
Vystudoval piaristické gymnázium v Moravské Třebové. Již jako student gymnázia, která v té době vyučovala pouze německy, se zajímal o českou obrozeneckou literaturu a české vlastenecké časopisy. Sám se již tehdy pokoušel o skládání vlasteneckých básní. V letech 1843–1849 studoval filozofii a teologii v Brně, kde pokračoval ve své vlastenecké činnosti.
Na kněze byl vysvěcen v roce 1849, kdy velmi krátce působila jako kaplan v Letovicích. Odtud přešel v témže roce jako kaplan do Sloupu, kde ho oslovila krásná příroda a jeskyně Moravského krasu. Zde začal psát svá první díla a postupně si vydobyl pověst skladatele, básníka a písničkáře. Ve Sloupu vytvořil velký okruh čtenářů české vlastenecké literatury a stal se nositelem idejí českého národního obrození. V roce 1862 se stal farářem v Lipovci, kde složil roku 1863 při příležitosti jubilea 1000 let od příchodu Cyrila a Metoděje na Moravu slova své nejznámější kostelní písně „Ejhle oltář Hospodinův září,“ kterou zhudebnil Pavel Křížkovský. Od roku 1865 až do své smrti v roce 1892 působil jako farář v Doubravici nad Svitavou.

### Další aktivity
Jan Soukop se významným způsobem podílel na práci výboru Dědictví svatého Cyrila a Metoděje, dále pracoval ve výboru Matice Velehradské a v Dědictví sv. Jana Nepomuckého a Dědictví sv. Prokopa. Dědictví sv. Cyrila a Metoděje bylo založeno vlasteneckými kněžími roku 1850 v Brně a zabývalo se šířením náboženských a vzdělávacích knih.
Jan Soukop dále vydával básničky, které vycházely v českých vlasteneckých časopisech. Některé z nich zhudebnil Pavel Křížkovský. Také publikoval krasové příspěvky, které se zabývaly jeskyněmi Moravského krasu. Stal se tak jedním ze zakladatelů zeměpisné literatury o Moravském krasu. Svoje dílo publikoval i v odborných časopisech, zabývající se moravskou vlastivědou. Za svoje dílo byl oceňován Františkem Palackým či Františkem Ladislavem Riegrem, v roce 1882 ho nazval Jan Neruda „skromným a tichým pracovníkem na národa roli dědičné.“

### Významná osobnost
Ostatky Jana Nepomuka Soukopa jako významného kanovníka byly v roce 1927 převezeny na Velehrad, kde byly uloženy pod kaplí sv. Cyrila (Cyrilka) k věčnému odpočinku.

## Dílo
- 1854 – Údolí Sloupské
- 1855 – Macocha, Kytečka ze Sloupa[5][6]
- 1856 – Pjseň k Sw. Janu Nepomuckému o slawnosti poswěcenj kapličky swatojanské we Spessowě[7]
- 1858 – Macocha a její okolí (cestopisný průvodce)[8]
- 1859 – Kapla sv. Jakuba u Ivančic: pomněnka na posvěcení téže kaply[9]
- 1862 – Velehradky: kytice z Moravy k tisíciletému jubileu Cyrillo-Methodějskému[10]
- 1863 – Kytice velehradská. Poutníkům Cyrillo-Methodějským na památku ročnice tisícileté[11]
- 1863 – Píseň Cyrillo-Metodějská o mši svaté[12]
- 1867 – Přírodnické bádání
- 1872 – Výlet do Čech, Rakous a Solnohradu[13]